# Lewis West
Lewis West foi arquidiácono de Carlisle de 1660 até à sua morte em 1667.
West nasceu em Hunshelf e foi educado no St John's College, em Cambridge. Ele desempenhou funções em Woolley, Great Salkeld e Addingham.